# Гревениц, Владимир Евгеньевич
 Гревениц Владимир Евгеньевич, барон (1872—1916) — офицер Российского императорского флота, участник Русско-японской войны, старший артиллерийский офицер крейсера «Россия», участник боя Владивостокского отряда крейсеров с эскадрой японских броненосных крейсеров в Корейском проливе, Георгиевский кавалер. Командовал миноносцем «Охотник», линейным кораблём «Полтава», капитан 1 ранга.

## Биография
Владимир Евгеньевич Гревениц родился 31 октября 1872 года в Туркестане. Происходил из баронского рода Гревениц. Его дед — Александр Фёдорович Гревениц (1806—1884) был сенатором, действительным тайным советником, отец — Евгений Александрович Гревениц (1843—1887) — производителем работ по составлению и выдаче владенных записей в Вологодской губернии, коллежским советником.
В службе с 1889 года, в 1892 году окончил Морской кадетский корпус и произведён в мичманы. С 1893 по 1896 год служил на броненосном крейсере 1 ранга «Адмирал Нахимов», на котором совершил заграничное плавание в Северо-Американские Соединённые Штаты (САСШ), Францию, Китай, Японию и Дальний Восток.
В 1896 году был произведён за отличие в лейтенанты и назначен для прохождения службы на строящийся в Гавре (Франция) бронепалубный крейсер «Светлана», с 1898 года служил на эскадренном броненосце «Император Александр II».
В 1898 году женился на «особе, не подходившей для морского офицера» — французской танцовщице Луизе Оливье. По этой причине 15 марта 1899 года ушёл со службы «в чине за отставкой». Уехал за границу, где работал проводником в Международном обществе спальных вагонов.
С началом русско-японской войны был призван на флот по мобилизации. В 1904 году окончил Артиллерийский офицерский класс Морского ведомства и назначен старшим артиллерийским офицером крейсера «Россия». 1 августа 1904 года участвовал в бое с эскадрой японских броненосных крейсеров в Корейском проливе у о. Ульсан. «За отличную храбрость, мужество и самоотвержение, проявленные в бою Владивостокского отряда крейсеров с неприятельскою эскадрою 1-го августа 1904 года» Высочайшим приказом от 27 сентября 1904 года был награждён орденом Святого Георгия 4-й степени.
С декабря 1904 года был флагманским артиллерийским офицером Штаба командующего Владивостокским отрядом крейсеров, в 1905—1906 годах служил в той же должности в Штабе командующего отрядом крейсеров, возвращающихся с Дальнего Востока на Балтику. В 1906 году был флагманским артиллерийским офицером Отдельного отряда судов, назначенных для плавания с корабельными гардемаринами, затем назначен старшим офицером эскадренного броненосца «Цесаревич». Произведён в капитаны 2 ранга. В 1907—1908 годах служил штабным офицером низшего оклада Морского генерального штаба. В 1908 году перевёл с английского книгу Персиваль А. Хислама «Господство на Атлантическом океане», а позже перевёл с немецкого книгу вице-адмирала в запасе Г. Кирхгофа «Морская сила в Балтийском море. Ч. 2. Ее влияние на историю прибалтийских стран в девятнадцатом столетии».
В 1908 году назначен командиром эскадренного миноносца «Охотник», с 1909 года совмещал должность командира корабля и начальника оперативного отдела штаба начальника действующей флотилии Балтийского моря. Миноносец «Охотник» зимовал в Санкт-Петербурге у Английской набережной напротив дома № 44, где Гревениц и познакомился с его хозяйкой — графиней Дарьей Богарне, представительницей дома Романовых. В 1910 году Дарья Евгеньевна развелась со своим мужем князем Львом Михайловичем Кочубеем (1862—1927), а в 1911 году вышла замуж за капитана 2 ранга Гревеница. Супруги венчались в корабельной церкви без согласия родных невесты. Император Николай II намеревался наказать Гревеница за то, что он взял женщину на военный корабль. Но, узнав, кто его избранница, простил, сказав, что «сиим выбором жены он и так довольно наказан!» (её при дворе уже не принимали). Брак был недолговечен, через два года супруги развелись.
С 1910 по 1911 год Гревениц командовал императорской яхтой «Алмаз». 15 ноября 1911 года назначен командиром линейного корабля «Полтава», который строился на Адмиралтейском заводе в Санкт-Петербурге. 25 марта 1912 года произведён в капитаны 1 ранга. В 1914 году, после приёмочных испытаний, корабль перешёл в Гельсингфорс, где базировался в составе первой бригады линейных кораблей Балтийского флота.
13 апреля 1916 года Гревениц нанес себе в каюте на «Полтаве» тяжелое огнестрельное ранение из пистолета. Вбежавшему в каюту вестовому он успел прошептать: «Это я нечаянно…». В бессознательном состоянии был сначала доставлен в Гельсингфорсский морской госпиталь, а затем в Хирургическую больницу профессора А. Крогиуса, где ему сделали операцию. Умер 24 апреля 1916 года в результате гангренозного воспаления левого легкого в зоне раневого канала. Похоронен на Гельсинфоргском Ильинском православном кладбище (Финляндия).
Официальной причиной самоубийства явилась растрата казённых денег в размере 6554 рубля 32 копейки, предназначенных для покраски корабля. Чтобы не выносить сор из избы и сохранить честь корабля и его командира, офицеры возместили растрату из собственных средств. Рассматривалась и другая версия самоубийства — неразделённая любовь. Гревениц в Гельсингфорсе увлёкся опереточной певицей Наровской, которую стал приглашать к себе на корабль с ночевкой. Его действия вызвали законное возмущение офицеров кают-компании, которые через старшего офицера заявили протест командиру. Командир сделал выводы, но вскоре Наровская ушла к молодому лейтенанту.

## Награды
Капитан 1 ранга Гревениц Владимир Евгеньевич был награждён орденами и медалями Российской империи:
- орден Святого Станислава 3-й степени (06.12.1903);
- орден Святой Анны 3-й степени с мечами и бантом (30.05.1904);
- орден Святого Георгия 4-й степени (27.09.1904);
- орден Святого Станислава 2-й степени с мечами (14.11.1905);
- орден Святого Владимира 4-й степени с бантом за 18 компаний (1907);
- орден Святой Анны 2-й степени (1909);
- орден Святого Владимира 3-й степени (17.08.1915);
- Серебряная медаль «В память царствования императора Александра III» (1896);
- Серебряная медаль «В память русско-японской войны» с бантом (1906);
- Светло-бронзовая медаль «В память 300-летия царствования дома Романовых» (1913);
- Светло-бронзовая медаль «В память 200-летия морского сражения при Гангуте» (1915).

Иностранные:
- орден Спасителя 5-й степени, рыцарь серебряного креста (1896, Греция);
- орден Святого Беннета Ависского, кавалер (1898, Португалия);
- орден Данеброг, рыцарь (кавалер) (1902 Дания);
- орден Нишан-Ифтикар, командор креста (1907, Тунис);
- орден Почётного легиона, офицер (1908, Франция).